# Gaverina Terme
Gaverina Terme är en ort och kommun i provinsen Bergamo i regionen Lombardiet i Italien. Kommunen hade 855 invånare (2018).